# Interlands Ivoriaans voetbalelftal 2000-2009
Deze pagina toont een chronologisch en gedetailleerd overzicht van de interlands die het Ivoriaans voetbalelftal speelde in de periode 2000 – 2009.

## Interlands

### 2000
|                                                  |                                       |       |        |                                                                                     |
| 9 januari Vriendschappelijk № «onderlinge duels» | Ivoorkust                             | 2 – 0 | Egypte | Stade Félix Houphouët-Boigny, Abidjan Toeschouwers: 25.000 Scheidsrechter: onbekend |
| 9 januari Vriendschappelijk № «onderlinge duels» | Charles Dago 3' Bonaventure Kalou 83' |       |        | Stade Félix Houphouët-Boigny, Abidjan Toeschouwers: 25.000 Scheidsrechter: onbekend |

| Afrika Cup |
| ---------- |

|                                                   |                             |       |                    |                                                                                           |
| 24 januari Groep A № «onderlinge duels» 16:00 uur | Ivoorkust                   | 1 – 1 | Togo               | Accra Sports Stadium, Accra Toeschouwers: 13.000 Scheidsrechter: Tessema Hailemalak (ETH) |
| 24 januari Groep A № «onderlinge duels» 16:00 uur | Tchiressoua Guel 38' (pen.) |       | 19' Lantame Ouadja | Accra Sports Stadium, Accra Toeschouwers: 13.000 Scheidsrechter: Tessema Hailemalak (ETH) |

|                                                   |                                                      |       |           |                                                                                    |
| 28 januari Groep A № «onderlinge duels» 19:45 uur | Kameroen                                             | 3 – 0 | Ivoorkust | Accra Sports Stadium, Accra Toeschouwers: 5.000 Scheidsrechter: Mourad Daami (TUN) |
| 28 januari Groep A № «onderlinge duels» 19:45 uur | Raymond Kalla 29' Samuel Eto'o 45' Patrick Mboma 90' |       |           | Accra Sports Stadium, Accra Toeschouwers: 5.000 Scheidsrechter: Mourad Daami (TUN) |

|                                                   |       |                                              |           |                                                                                          |
| 31 januari Groep A № «onderlinge duels» 16:00 uur | Ghana | 0 – 2                                        | Ivoorkust | Accra Sports Stadium, Accra Toeschouwers: 40.000 Scheidsrechter: Gamal Al-Ghandour (EGY) |
| 31 januari Groep A № «onderlinge duels» 16:00 uur |       | 45' Bonaventure Kalou 84' Donald-Olivier Sie |           | Accra Sports Stadium, Accra Toeschouwers: 40.000 Scheidsrechter: Gamal Al-Ghandour (EGY) |

|  |  |  |  |  |  |  |  |  |

|                                                        |                                        |       |                                      |                                                                                    |
| 9 april WK-kwalificatie № «onderlinge duels» 15:30 uur | Rwanda                                 | 2 – 2 | Ivoorkust                            | Stade Amahoro, Kigali Toeschouwers: 15.000 Scheidsrechter: Isaack Abdulkadir (TAN) |
| 9 april WK-kwalificatie № «onderlinge duels» 15:30 uur | Hassan Mili 46' Julien Nsengiyumva 75' |       | 45' Ghislain Akassou 82' Fadel Kéita | Stade Amahoro, Kigali Toeschouwers: 15.000 Scheidsrechter: Isaack Abdulkadir (TAN) |

|                                                         |                                             |       |        | |
| 23 april WK-kwalificatie № «onderlinge duels» 16:00 uur | Ivoorkust                                   | 2 – 0 | Rwanda | Stade Félix Houphouët-Boigny, Abidjan Toeschouwers: 12.000 Scheidsrechter: Chukwudi Chukwujekwu (NGR) |
| 23 april WK-kwalificatie № «onderlinge duels» 16:00 uur | Ibrahima Bakayoko 35' Ibrahima Bakayoko 36' |       |        | Stade Félix Houphouët-Boigny, Abidjan Toeschouwers: 12.000 Scheidsrechter: Chukwudi Chukwujekwu (NGR) |

|                                                                |                                             |       |                                       |                                                                                             |
| 18 juni WK-kwalificatie Groep D № «onderlinge duels» 16:00 uur | Ivoorkust                                   | 2 – 2 | Tunesië                               | Stade Félix Houphouët-Boigny, Abidjan Toeschouwers: 22.000 Scheidsrechter: Ahmed Auda (EGY) |
| 18 juni WK-kwalificatie Groep D № «onderlinge duels» 16:00 uur | Ibrahima Bakayoko 44' Bonaventure Kalou 59' |       | 12' Imed Mehdhebi 19' Kaies Ghodhbane | Stade Félix Houphouët-Boigny, Abidjan Toeschouwers: 22.000 Scheidsrechter: Ahmed Auda (EGY) |

|                                                     |       |                   |           |                                                |
| 2 juli Africa Cup-kwalificatie № «onderlinge duels» | Niger | 0 – 1             | Ivoorkust | Niamey Scheidsrechter: Joseph Wellington (GHA) |
| 2 juli Africa Cup-kwalificatie № «onderlinge duels» |       | 55' Aruna Dindane |           | Niamey Scheidsrechter: Joseph Wellington (GHA) |

|                                                      |                                                                                                |       |       | |
| 16 juli Africa Cup-kwalificatie № «onderlinge duels» | Ivoorkust                                                                                      | 6 – 0 | Niger | Stade Félix Houphouët-Boigny, Abidjan Toeschouwers: 25.000 Scheidsrechter: Abderrahim El-Arjoune (MAR) |
| 16 juli Africa Cup-kwalificatie № «onderlinge duels» | Bamba Siaka 9' Serge Yoffou 42' Serge Yoffou 65' Serge Yoffou 68' Zézéto 77' Zéphirin Zoko 84' |       |       | Stade Félix Houphouët-Boigny, Abidjan Toeschouwers: 25.000 Scheidsrechter: Abderrahim El-Arjoune (MAR) |

|                                                          |                      |       |           |                                                               |
| 2 september Africa Cup-kwalificatie № «onderlinge duels» | Egypte               | 1 – 0 | Ivoorkust | Toeschouwers: 10.000 Scheidsrechter: Tesseme Hailemelak (ETH) |
| 2 september Africa Cup-kwalificatie № «onderlinge duels» | Saied Abdelhafiz 15' |       |           | Toeschouwers: 10.000 Scheidsrechter: Tesseme Hailemelak (ETH) |

|                                                          |                                         |       |                |                                                                                                  |
| 19 november Africa Cup-kwalificatie № «onderlinge duels» | Ivoorkust                               | 2 – 1 | Libië          | Stade Félix Houphouët-Boigny, Abidjan Toeschouwers: 20.000 Scheidsrechter: Monteiro Duarte (CPV) |
| 19 november Africa Cup-kwalificatie № «onderlinge duels» | Ibrahima Bakayoko 17' Zéphirin Zoko 87' |       | 8' Ahmed Masil | Stade Félix Houphouët-Boigny, Abidjan Toeschouwers: 20.000 Scheidsrechter: Monteiro Duarte (CPV) |

### 2001
|                                                 |                                        |       |        |                                                                                 |
| 20 januari AC-kwalificatie № «onderlinge duels» | Ivoorkust                              | 2 – 0 | Soedan | Stade Bouaké, Bouaké Toeschouwers: onbekend Scheidsrechter: Malick Sillah (GAM) |
| 20 januari AC-kwalificatie № «onderlinge duels» | Abdulkader Keita 38' Zéphirin Zoko 80' |       |        | Stade Bouaké, Bouaké Toeschouwers: onbekend Scheidsrechter: Malick Sillah (GAM) |

|                                                                   |                       |       |                                                               |                                                                                       |
| 27 januari WK-kwalificatie Groep D № «onderlinge duels» 15:30 uur | Madagaskar            | 1 – 3 | Ivoorkust                                                     | Stade Mahamasina, Antananarivo Toeschouwers: 27.600 Scheidsrechter: Simon Motau (RSA) |
| 27 januari WK-kwalificatie Groep D № «onderlinge duels» 15:30 uur | Ruphain Menailely 60' |       | 39' Ibrahima Bakayoko 45' Ibrahima Bakayoko 86' Zéphirin Zoko | Stade Mahamasina, Antananarivo Toeschouwers: 27.600 Scheidsrechter: Simon Motau (RSA) |

|                                                                 |                      |       |                                            |                                                                                           |
| 10 maart WK-kwalificatie Groep D № «onderlinge duels» 15:30 uur | Congo-Kinshasa       | 1 – 2 | Ivoorkust                                  | Stade des Martyrs, Kinshasa Toeschouwers: 50.000 Scheidsrechter: Lucien Bouchardeau (NIG) |
| 10 maart WK-kwalificatie Groep D № «onderlinge duels» 15:30 uur | Okitankoy Kimoto 90' |       | 17' Tchiressoua Guel 45' Ibrahima Bakayoko | Stade des Martyrs, Kinshasa Toeschouwers: 50.000 Scheidsrechter: Lucien Bouchardeau (NIG) |

|                                               |        |       |           |                                                                                            |
| 25 maart AC-kwalificatie № «onderlinge duels» | Soedan | 0 – 0 | Ivoorkust | Al-Merreikh Stadium, Omdurman Toeschouwers: onbekend Scheidsrechter: Teshome Berhane (ETH) |
| 25 maart AC-kwalificatie № «onderlinge duels» |        |       |           | Al-Merreikh Stadium, Omdurman Toeschouwers: onbekend Scheidsrechter: Teshome Berhane (ETH) |

|                                                                 |                                            |       |                   |                                                                                              |
| 22 april WK-kwalificatie Groep D № «onderlinge duels» 16:00 uur | Ivoorkust                                  | 2 – 0 | Congo-Brazzaville | Stade Félix Houphouët-Boigny, Abidjan Toeschouwers: 8.645 Scheidsrechter: Alex Quartey (GHA) |
| 22 april WK-kwalificatie Groep D № «onderlinge duels» 16:00 uur | Abdulkader Keita 39' Ibrahima Bakayoko 85' |       |                   | Stade Félix Houphouët-Boigny, Abidjan Toeschouwers: 8.645 Scheidsrechter: Alex Quartey (GHA) |

|                                                               |                 |       |                       |                                                                                     |
| 20 mei WK-kwalificatie Groep D № «onderlinge duels» 18:00 uur | Tunesië         | 1 – 1 | Ivoorkust             | Stade El Menzah, Tunis Toeschouwers: 40.000 Scheidsrechter: Felix Tangawarima (ZIM) |
| 20 mei WK-kwalificatie Groep D № «onderlinge duels» 18:00 uur | Ziad Jaziri 49' |       | 33' Ibrahima Bakayoko | Stade El Menzah, Tunis Toeschouwers: 40.000 Scheidsrechter: Felix Tangawarima (ZIM) |

|                                             |       |                                                             |           |                                                                      |
| 3 juni AC-kwalificatie № «onderlinge duels» | Libië | 0 – 3                                                       | Ivoorkust | Stade June 11, Tripoli Toeschouwers: 40.000 Scheidsrechter: onbekend |
| 3 juni AC-kwalificatie № «onderlinge duels» |       | 21' Abdulkader Keita 31' Ibrahima Bakayoko 67' Félix Ettien |           | Stade June 11, Tripoli Toeschouwers: 40.000 Scheidsrechter: onbekend |

|                                              |                                                   |       |                                  | |
| 17 juni AC-kwalificatie № «onderlinge duels» | Ivoorkust                                         | 2 – 2 | Egypte                           | Stade Félix Houphouët-Boigny, Abidjan Toeschouwers: 6.000 Scheidsrechter: Tessema Hailemelak (ETH) |
| 17 juni AC-kwalificatie № «onderlinge duels» | Ibrahima Bakayoko 70' (pen.) Gilles Yapi-Yapo 83' |       | 56' Ahmed Salah 84' Ibrahim Saïd | Stade Félix Houphouët-Boigny, Abidjan Toeschouwers: 6.000 Scheidsrechter: Tessema Hailemelak (ETH) |

|                                                               | |       |            |                                                                                                |
| 1 juli WK-kwalificatie Groep D № «onderlinge duels» 16:00 uur | Ivoorkust | 6 – 0 | Madagaskar | Stade Félix Houphouët-Boigny, Abidjan Toeschouwers: 15.000 Scheidsrechter: Lim Kee Chong (MRI) |
| 1 juli WK-kwalificatie Groep D № «onderlinge duels» 16:00 uur | Ibrahima Bakayoko 25' Ibrahima Bakayoko 40' (pen.) Abdulkader Keita 48' Gilles Yapi-Yapo 71' Fadel Kéita 80' Ibrahima Bakayoko 83' |       |            | Stade Félix Houphouët-Boigny, Abidjan Toeschouwers: 15.000 Scheidsrechter: Lim Kee Chong (MRI) |

|                                                                |                           |       |                       |                                                                                             |
| 15 juli WK-kwalificatie Groep D № «onderlinge duels» 15:30 uur | Congo-Brazzaville         | 1 – 1 | Ivoorkust             | Stade Municipal, Pointe Noire Toeschouwers: 20.000 Scheidsrechter: Tessema Hailemelak (ETH) |
| 15 juli WK-kwalificatie Groep D № «onderlinge duels» 15:30 uur | Walter Bakouma 86' (pen.) |       | 33' Ibrahima Bakayoko | Stade Municipal, Pointe Noire Toeschouwers: 20.000 Scheidsrechter: Tessema Hailemelak (ETH) |

|                                                                |                      |       |                                         |                                                                                           |
| 29 juli WK-kwalificatie Groep D № «onderlinge duels» 16:00 uur | Ivoorkust            | 1 – 2 | Congo-Kinshasa                          | Stade Félix Houphouët-Boigny, Abidjan Toeschouwers: 5.000 Scheidsrechter: Alex Mana (GHA) |
| 29 juli WK-kwalificatie Groep D № «onderlinge duels» 16:00 uur | Abdulkader Keita 72' |       | 34' Bolombo Tokala 79' Kanku Mulekelayi | Stade Félix Houphouët-Boigny, Abidjan Toeschouwers: 5.000 Scheidsrechter: Alex Mana (GHA) |

|                                                   |      |                                                      |           |                                                                                 |
| 5 december Vriendschappelijk № «onderlinge duels» | Mali | 0 – 3                                                | Ivoorkust | Stade Malien, Sikasso Toeschouwers: onbekend Scheidsrechter: Lassina Paré (BFA) |
| 5 december Vriendschappelijk № «onderlinge duels» |      | 1' Kandia Traoré 10' Donatien Brou 29' Kandia Traoré |           | Stade Malien, Sikasso Toeschouwers: onbekend Scheidsrechter: Lassina Paré (BFA) |

### 2002
|                                                   |                   |       |                       |                                                                    |
| 12 januari Vriendschappelijk № «onderlinge duels» | Ivoorkust         | 1 – 1 | Nigeria               | Stade Bouaké, Bouaké Toeschouwers: 60.000 Scheidsrechter: onbekend |
| 12 januari Vriendschappelijk № «onderlinge duels» | Kandia Traoré 24' |       | 55' Benedict Akwuegbu | Stade Bouaké, Bouaké Toeschouwers: 60.000 Scheidsrechter: onbekend |

| Afrika Cup |
| ---------- |

|                                                   |      |       |           |                                                                                               |
| 21 januari Groep C № «onderlinge duels» 18:00 uur | Togo | 0 – 0 | Ivoorkust | Stade Babemba Traoré, Sikasso Toeschouwers: 15.000 Scheidsrechter: Chukwudi Chukwujekwu (NGR) |
| 21 januari Groep C № «onderlinge duels» 18:00 uur |      |       |           | Stade Babemba Traoré, Sikasso Toeschouwers: 15.000 Scheidsrechter: Chukwudi Chukwujekwu (NGR) |

|                                                   |                   |       |           |                                                                                            |
| 25 januari Groep C № «onderlinge duels» 18:30 uur | Kameroen          | 1 – 0 | Ivoorkust | Stade Babemba Traoré, Sikasso Toeschouwers: 15.000 Scheidsrechter: Gamal Al-Ghandour (EGY) |
| 25 januari Groep C № «onderlinge duels» 18:30 uur | Patrick Mboma 85' |       |           | Stade Babemba Traoré, Sikasso Toeschouwers: 15.000 Scheidsrechter: Gamal Al-Ghandour (EGY) |

|                                                   |                                                             |       |                   | |
| 29 januari Groep C № «onderlinge duels» 17:00 uur | Congo-Kinshasa                                              | 3 – 1 | Ivoorkust         | Stade Abdoulaye Nakoro Cissoko, Kayes Toeschouwers: 12.000 Scheidsrechter: Felix Tangawarima (ZIM) |
| 29 januari Groep C № «onderlinge duels» 17:00 uur | Yves Yuvuladio 28' Shabani Nonda 66' Papi Kimoto 81' (pen.) |       | 86' Kandia Traoré | Stade Abdoulaye Nakoro Cissoko, Kayes Toeschouwers: 12.000 Scheidsrechter: Felix Tangawarima (ZIM) |

|  |  |  |  |  |  |  |  |  |

|                                                           |           |       |             |                                                                                                  |
| 8 september AC-kwalificatie Groep 11 № «onderlinge duels» | Ivoorkust | 0 – 0 | Zuid-Afrika | Stade Félix Houphouët-Boigny, Abidjan Toeschouwers: 30.000 Scheidsrechter: Koman Coulibaly (MLI) |
| 8 september AC-kwalificatie Groep 11 № «onderlinge duels» |           |       |             | Stade Félix Houphouët-Boigny, Abidjan Toeschouwers: 30.000 Scheidsrechter: Koman Coulibaly (MLI) |

### 2003
|                                                              |                                                                     |       |          |                                                                                       |
| 12 februari Vriendschappelijk № «onderlinge duels» 20:00 uur | Ivoorkust                                                           | 3 – 0 | Kameroen | Stade Gaston-Petit, Châteauroux Toeschouwers: 2.000 Scheidsrechter: Said Enjimi (FRA) |
| 12 februari Vriendschappelijk № «onderlinge duels» 20:00 uur | Tchiressoua Guel 37' Didier Drogba 45' Bonaventure Kalou 82' (pen.) |       |          | Stade Gaston-Petit, Châteauroux Toeschouwers: 2.000 Scheidsrechter: Said Enjimi (FRA) |

|                                                        |         |                  |           | |
| 30 maart AC-kwalificatie Groep 11 № «onderlinge duels» | Burundi | 0 – 1            | Ivoorkust | Prince Louis Rwagasore Stadium, Bujumbura Toeschouwers: 12.000 Scheidsrechter: Michel Gasingwa (RWA) |
| 30 maart AC-kwalificatie Groep 11 № «onderlinge duels» |         | 56' Dagui Bakari |           | Prince Louis Rwagasore Stadium, Bujumbura Toeschouwers: 12.000 Scheidsrechter: Michel Gasingwa (RWA) |

|                                                           |         |                              |           |                                                                                               |
| 30 april Vriendschappelijk № «onderlinge duels» 20:30 uur | Marokko | 0 – 1                        | Ivoorkust | Stade Moulay Abdallah, Rabat Toeschouwers: 20.000 Scheidsrechter: Abderrahim El-Arjoune (MAR) |
| 30 april Vriendschappelijk № «onderlinge duels» 20:30 uur |         | 81' (pen.) Bonaventure Kalou |           | Stade Moulay Abdallah, Rabat Toeschouwers: 20.000 Scheidsrechter: Abderrahim El-Arjoune (MAR) |

|                                                      | |       |                   |                                                                                                  |
| 8 juni AC-kwalificatie Groep 11 № «onderlinge duels» | Ivoorkust | 6 – 1 | Burundi           | Stade Félix Houphouët-Boigny, Abidjan Toeschouwers: 50.000 Scheidsrechter: Monteiro Duarté (CPV) |
| 8 juni AC-kwalificatie Groep 11 № «onderlinge duels» | Didier Drogba 7' Didier Drogba 27' (pen.) Didier Drogba 33' Dagui Bakari 51' Aruna Dindane 71' Dagui Bakari 76' |       | 88' Shabani Nonda | Stade Félix Houphouët-Boigny, Abidjan Toeschouwers: 50.000 Scheidsrechter: Monteiro Duarté (CPV) |

|                                                       |                                           |       |                       |                                                                                         |
| 22 juni AC-kwalificatie Groep 11 № «onderlinge duels» | Zuid-Afrika                               | 2 – 1 | Ivoorkust             | Peter Mokaba Stadium, Polokwane Toeschouwers: 35.000 Scheidsrechter: Eddy Maillet (SEY) |
| 22 juni AC-kwalificatie Groep 11 № «onderlinge duels» | Shaun Bartlett 21' Siyabonga Nomvethe 65' |       | 41' Bonaventure Kalou | Peter Mokaba Stadium, Polokwane Toeschouwers: 35.000 Scheidsrechter: Eddy Maillet (SEY) |

|                                                     |                                                           |       |                                                  |                                                                                  |
| 10 september Vriendschappelijk № «onderlinge duels» | Tunesië                                                   | 3 – 2 | Ivoorkust                                        | Stade Tunisien, Tunis Toeschouwers: 17.000 Scheidsrechter: Jaballah Touati (ALG) |
| 10 september Vriendschappelijk № «onderlinge duels» | Adel Chedly 18' (pen.) Mourad Melki 70' Wajih Sghayer 83' |       | 88' Aruna Dindane 90+2' (pen.) Bonaventure Kalou | Stade Tunisien, Tunis Toeschouwers: 17.000 Scheidsrechter: Jaballah Touati (ALG) |

|                                                    |                    |       |           |                                                                                      |
| 15 november Vriendschappelijk № «onderlinge duels» | Senegal            | 1 – 0 | Ivoorkust | Stade Léopold Senghor, Dakar Toeschouwers: 50.000 Scheidsrechter: Mourad Daami (TUN) |
| 15 november Vriendschappelijk № «onderlinge duels» | El Hadji Diouf 89' |       |           | Stade Léopold Senghor, Dakar Toeschouwers: 50.000 Scheidsrechter: Mourad Daami (TUN) |

### 2004
|                                                           |         |                                     |           |                                                                                   |
| 31 maart Vriendschappelijk № «onderlinge duels» 18:00 uur | Tunesië | 0 – 2                               | Ivoorkust | Stade El Menzah, Tunis Toeschouwers: 10.000 Scheidsrechter: Djamel Haimoudi (ALG) |
| 31 maart Vriendschappelijk № «onderlinge duels» 18:00 uur |         | 34' Didier Drogba 65' Didier Drogba |           | Stade El Menzah, Tunis Toeschouwers: 10.000 Scheidsrechter: Djamel Haimoudi (ALG) |

|                                                 |                                                                        |       |                                            |                                                                                     |
| 27 april Vriendschappelijk № «onderlinge duels» | Ivoorkust                                                              | 4 – 2 | Guinee                                     | Stade Jacques Forestier, Aix-les-Bains Toeschouwers: 2.000 Scheidsrechter: onbekend |
| 27 april Vriendschappelijk № «onderlinge duels» | Didier Drogba 8' Kolo Touré 32' Bonaventure Kalou 45' Dagui Bakari 68' |       | 12' Pascal Feindouno 39' Souleymane Oularé | Stade Jacques Forestier, Aix-les-Bains Toeschouwers: 2.000 Scheidsrechter: onbekend |

|                                                               |                                            |       |       |                                                                                                  |
| 6 juni WK-kwalificatie Groep 3 № «onderlinge duels» 18:00 uur | Ivoorkust                                  | 2 – 0 | Libië | Stade Félix Houphouët-Boigny, Abidjan Toeschouwers: 40.827 Scheidsrechter: Eugenio Colembi (ANG) |
| 6 juni WK-kwalificatie Groep 3 № «onderlinge duels» 18:00 uur | Aruna Dindane 35' Didier Drogba 63' (pen.) |       |       | Stade Félix Houphouët-Boigny, Abidjan Toeschouwers: 40.827 Scheidsrechter: Eugenio Colembi (ANG) |

|                                                                |                        |       |                                     |                                                                                         |
| 20 juni WK-kwalificatie Groep 3 № «onderlinge duels» 19:00 uur | Egypte                 | 1 – 2 | Ivoorkust                           | Alexandria Stadion, Alexandrië Toeschouwers: 13.000 Scheidsrechter: Hichem Guirat (TUN) |
| 20 juni WK-kwalificatie Groep 3 № «onderlinge duels» 19:00 uur | Mohamed Aboutreika 55' |       | 22' Aruna Dindane 75' Didier Drogba | Alexandria Stadion, Alexandrië Toeschouwers: 13.000 Scheidsrechter: Hichem Guirat (TUN) |

|                                                               |                                    |       |           |                                                                                      |
| 4 juli WK-kwalificatie Groep 3 № «onderlinge duels» 16:30 uur | Kameroen                           | 2 – 0 | Ivoorkust | Stade Omnisports, Yaoundé Toeschouwers: 80.000 Scheidsrechter: Mohamed Guezzaz (MAR) |
| 4 juli WK-kwalificatie Groep 3 № «onderlinge duels» 16:30 uur | Samuel Eto'o 80' Guy Feutchine 82' |       |           | Stade Omnisports, Yaoundé Toeschouwers: 80.000 Scheidsrechter: Mohamed Guezzaz (MAR) |

|                                                    |           |       |         |  |
| 18 augustus Vriendschappelijk № «onderlinge duels» | Ivoorkust | 2 – 1 | Senegal |  |
| 18 augustus Vriendschappelijk № «onderlinge duels» |           |       |         |  |

|                                                                    |                                                                                                   |       |        |                                                                                            |
| 5 september WK-kwalificatie Groep 3 № «onderlinge duels» 18:00 uur | Ivoorkust                                                                                         | 5 – 0 | Soedan | Stade Félix Houphouët-Boigny, Abidjan Toeschouwers: 20.000 Scheidsrechter: Sule Mana (NGR) |
| 5 september WK-kwalificatie Groep 3 № «onderlinge duels» 18:00 uur | Didier Drogba 12' (pen.) Aruna Dindane 15' Gilles Yapi Yapo 25' Bakari Koné 56' Aruna Dindane 64' |       |        | Stade Félix Houphouët-Boigny, Abidjan Toeschouwers: 20.000 Scheidsrechter: Sule Mana (NGR) |

|                                                                   |       |                   |           |                                                                                  |
| 10 oktober WK-kwalificatie Groep 3 № «onderlinge duels» 17:00 uur | Benin | 0 – 1             | Ivoorkust | Stade de l'Amitié, Cotonou Toeschouwers: 25.000 Scheidsrechter: Modou Sowe (GAM) |
| 10 oktober WK-kwalificatie Groep 3 № «onderlinge duels» 17:00 uur |       | 48' Aruna Dindane |           | Stade de l'Amitié, Cotonou Toeschouwers: 25.000 Scheidsrechter: Modou Sowe (GAM) |

### 2005
|                                                             |                                                 |       |                                                |                                                                                        |
| 8 februari Vriendschappelijk № «onderlinge duels» 19:00 uur | Congo-Kinshasa                                  | 2 – 2 | Ivoorkust                                      | Stade Robert-Diochon, Rouen Toeschouwers: 10.000 Scheidsrechter: Laurent Duhamel (FRA) |
| 8 februari Vriendschappelijk № «onderlinge duels» 19:00 uur | Musola Makendele 44' Shabani Nonda 90+2' (pen.) |       | 39' Aruna Dindane 88' (pen.) Bonaventure Kalou | Stade Robert-Diochon, Rouen Toeschouwers: 10.000 Scheidsrechter: Laurent Duhamel (FRA) |

|                                                                 |                                                          |       |       |                                                                                                |
| 27 maart WK-kwalificatie Groep 3 № «onderlinge duels» 18:00 uur | Ivoorkust                                                | 3 – 0 | Benin | Stade Félix Houphouët-Boigny, Abidjan Toeschouwers: 35.000 Scheidsrechter: Hichem Guirat (TUN) |
| 27 maart WK-kwalificatie Groep 3 № «onderlinge duels» 18:00 uur | Bonaventure Kalou 7' Didier Drogba 19' Didier Drogba 59' |       |       | Stade Félix Houphouët-Boigny, Abidjan Toeschouwers: 35.000 Scheidsrechter: Hichem Guirat (TUN) |

|                                                               |       |       |           |                                                                                   |
| 3 juni WK-kwalificatie Groep 3 № «onderlinge duels» 19:00 uur | Libië | 0 – 0 | Ivoorkust | 11 Juni Stadion, Tripoli Toeschouwers: 45.000 Scheidsrechter: Lim Kee Chong (MRI) |
| 3 juni WK-kwalificatie Groep 3 № «onderlinge duels» 19:00 uur |       |       |           | 11 Juni Stadion, Tripoli Toeschouwers: 45.000 Scheidsrechter: Lim Kee Chong (MRI) |

|                                                                |                                     |       |        |                                                                                               |
| 19 juni WK-kwalificatie Groep 3 № «onderlinge duels» 18:00 uur | Ivoorkust                           | 2 – 0 | Egypte | Stade Félix Houphouët-Boigny, Abidjan Toeschouwers: 30.000 Scheidsrechter: Jerome Damon (RSA) |
| 19 juni WK-kwalificatie Groep 3 № «onderlinge duels» 18:00 uur | Didier Drogba 41' Didier Drogba 49' |       |        | Stade Félix Houphouët-Boigny, Abidjan Toeschouwers: 30.000 Scheidsrechter: Jerome Damon (RSA) |

|                                                              |                                                          |       |           |                                                                                          |
| 17 augustus Vriendschappelijk № «onderlinge duels» 20:00 uur | Frankrijk                                                | 3 – 0 | Ivoorkust | Stade de la Mosson, Montpellier Toeschouwers: 31.457 Scheidsrechter: Paolo Bertini (ITA) |
| 17 augustus Vriendschappelijk № «onderlinge duels» 20:00 uur | William Gallas 27' Zinédine Zidane 63' Thierry Henry 66' |       |           | Stade de la Mosson, Montpellier Toeschouwers: 31.457 Scheidsrechter: Paolo Bertini (ITA) |

|                                                                    |                                     |       |                                                 |                                                                                               |
| 4 september WK-kwalificatie Groep 3 № «onderlinge duels» 18:00 uur | Ivoorkust                           | 2 – 3 | Kameroen                                        | Stade Félix Houphouët-Boigny, Abidjan Toeschouwers: 34.500 Scheidsrechter: Mourad Daami (TUN) |
| 4 september WK-kwalificatie Groep 3 № «onderlinge duels» 18:00 uur | Didier Drogba 38' Didier Drogba 47' |       | 30' Pierre Webo 47' Pierre Webo 85' Pierre Webo | Stade Félix Houphouët-Boigny, Abidjan Toeschouwers: 34.500 Scheidsrechter: Mourad Daami (TUN) |

|                                                                  |                    |       |                                                     |                                                                                       |
| 8 oktober WK-kwalificatie Groep 3 № «onderlinge duels» 18:00 uur | Soedan             | 1 – 3 | Ivoorkust                                           | Al-Merreikh Stadium, Omdurman Toeschouwers: 20.000 Scheidsrechter: Jerome Damon (RSA) |
| 8 oktober WK-kwalificatie Groep 3 № «onderlinge duels» 18:00 uur | Haytham Tambal 89' |       | 22' Kanga Akalé 51' Aruna Dindane 73' Aruna Dindane | Al-Merreikh Stadium, Omdurman Toeschouwers: 20.000 Scheidsrechter: Jerome Damon (RSA) |

|                                                              |                   |       |                                   |                                                                                    |
| 12 november Vriendschappelijk № «onderlinge duels» 18:00 uur | Roemenië          | 1 – 2 | Ivoorkust                         | Stade Léon-Bollée, Le Mans Toeschouwers: 5.377 Scheidsrechter: Fredy Fautrel (FRA) |
| 12 november Vriendschappelijk № «onderlinge duels» 18:00 uur | Adrian Iencsi 52' |       | 48' Arouna Koné 90+1' Bakary Koné | Stade Léon-Bollée, Le Mans Toeschouwers: 5.377 Scheidsrechter: Fredy Fautrel (FRA) |

|                                                              |                |       |                   |                                                                                   |
| 16 november Vriendschappelijk № «onderlinge duels» 21:00 uur | Italië         | 1 – 1 | Ivoorkust         | Stade de Genève, Lancy Toeschouwers: 15.000 Scheidsrechter: Carlo Bertolini (SUI) |
| 16 november Vriendschappelijk № «onderlinge duels» 21:00 uur | Aimo Diana 86' |       | 69' Didier Drogba | Stade de Genève, Lancy Toeschouwers: 15.000 Scheidsrechter: Carlo Bertolini (SUI) |

### 2006
|                                                   |                                   |       |          |                                                                             |
| 16 januari Vriendschappelijk № «onderlinge duels» | Ivoorkust                         | 2 – 0 | Jordanië | Sjeik Zayid Stadion, Abu Dhabi Toeschouwers: 2.100 Scheidsrechter: onbekend |
| 16 januari Vriendschappelijk № «onderlinge duels» | Didier Drogba 30' Kanga Akalé 80' |       |          | Sjeik Zayid Stadion, Abu Dhabi Toeschouwers: 2.100 Scheidsrechter: onbekend |

| Afrika Cup |
| ---------- |

|                                                   |         |                          |           |                                                                             |
| 21 januari Groep C № «onderlinge duels» 14:00 uur | Marokko | 0 – 1                    | Ivoorkust | Cairo Stadium, Caïro Toeschouwers: 6.000 Scheidsrechter: Jerome Damon (RSA) |
| 21 januari Groep C № «onderlinge duels» 14:00 uur |         | 38' (pen.) Didier Drogba |           | Cairo Stadium, Caïro Toeschouwers: 6.000 Scheidsrechter: Jerome Damon (RSA) |

|                                                   |                     |       |                                  |                                                                                |
| 24 januari Groep C № «onderlinge duels» 17:15 uur | Libië               | 1 – 2 | Ivoorkust                        | Cairo Stadium, Caïro Toeschouwers: 42.000 Scheidsrechter: Shamsul Maidin (SIN) |
| 24 januari Groep C № «onderlinge duels» 17:15 uur | Abdesalam Kames 42' |       | 10' Didier Drogba 74' Yaya Touré | Cairo Stadium, Caïro Toeschouwers: 42.000 Scheidsrechter: Shamsul Maidin (SIN) |

|                                                   |                                                       |       |                 |                                                                              |
| 28 januari Groep C № «onderlinge duels» 19:00 uur | Egypte                                                | 3 – 1 | Ivoorkust       | Cairo Stadium, Caïro Toeschouwers: 74.000 Scheidsrechter: Eddy Maillet (SEY) |
| 28 januari Groep C № «onderlinge duels» 19:00 uur | Emad Motaeb 8' Mohamed Aboutreika 61' Emad Motaeb 69' |       | 43' Arouna Koné | Cairo Stadium, Caïro Toeschouwers: 74.000 Scheidsrechter: Eddy Maillet (SEY) |

|                                                       | |         | |                                                                                |
| 4 februari Kwartfinale № «onderlinge duels» 19:00 uur | Kameroen | 1 – 1   | Ivoorkust | Cairo Stadium, Caïro Toeschouwers: 4.000 Scheidsrechter: Mohamed Guezzaz (MAR) |
| 4 februari Kwartfinale № «onderlinge duels» 19:00 uur | Albert Meyong 95' |         | 92' Bakari Koné | Cairo Stadium, Caïro Toeschouwers: 4.000 Scheidsrechter: Mohamed Guezzaz (MAR) |
| 4 februari Kwartfinale № «onderlinge duels» 19:00 uur | Strafschoppen |         | | Cairo Stadium, Caïro Toeschouwers: 4.000 Scheidsrechter: Mohamed Guezzaz (MAR) |
| 4 februari Kwartfinale № «onderlinge duels» 19:00 uur | Samuel Eto'o Geremi Timothée Atouba Daniel Ngom Komé Albert Meyong Jean Makoun Rigobert Song Alioum Saidou Roudolphe Douala André Bikey Souleymanou Hamidou Samuel Eto'o | 11 – 12 | Didier Drogba Kolo Touré Bakari Koné Emerse Faé Arouna Koné Blaise Kouassi Christian N'Dri Romaric Arthur Boka Didier Zokora Marco Zoro Jean-Jacques Tizié Didier Drogba | Cairo Stadium, Caïro Toeschouwers: 4.000 Scheidsrechter: Mohamed Guezzaz (MAR) |

|                                                        |         |                   |           |                                                                                              |
| 7 februari Halve finale № «onderlinge duels» 15:00 uur | Nigeria | 0 – 1             | Ivoorkust | Harras El-Hedoud Stadium, Alexandrië Toeschouwers: 21.000 Scheidsrechter: Jerome Damon (RSA) |
| 7 februari Halve finale № «onderlinge duels» 15:00 uur |         | 47' Didier Drogba |           | Harras El-Hedoud Stadium, Alexandrië Toeschouwers: 21.000 Scheidsrechter: Jerome Damon (RSA) |

|                                                   |                                                                              |       |                                                     |                                                                              |
| 10 februari Finale № «onderlinge duels» 18:00 uur | Egypte                                                                       | 0 – 0 | Ivoorkust                                           | Cairo Stadium, Caïro Toeschouwers: 74.000 Scheidsrechter: Mourad Daami (TUN) |
| 10 februari Finale № «onderlinge duels» 18:00 uur |                                                                              |       |                                                     | Cairo Stadium, Caïro Toeschouwers: 74.000 Scheidsrechter: Mourad Daami (TUN) |
| 10 februari Finale № «onderlinge duels» 18:00 uur | Strafschoppen                                                                |       |                                                     | Cairo Stadium, Caïro Toeschouwers: 74.000 Scheidsrechter: Mourad Daami (TUN) |
| 10 februari Finale № «onderlinge duels» 18:00 uur | Ahmed Hassan Mohammed Abdelwahab Abdel Haleem Ali Amr Zaky Mohamed Aboutrika | 4 – 2 | Didier Drogba Kolo Touré Bakari Koné Emmanuel Eboué | Cairo Stadium, Caïro Toeschouwers: 74.000 Scheidsrechter: Mourad Daami (TUN) |

|  |  |  |  |  |  |  |  |  |

|                                                    |                                                           |       |                                            |                                                                                               |
| 1 maart Vriendschappelijk № 513 «onderlinge duels» | Spanje                                                    | 3 – 2 | Ivoorkust                                  | Nuevo José Zorrilla, Valladolid Toeschouwers: 22.249 Scheidsrechter: Pasquale Rodomonti (ITA) |
| 1 maart Vriendschappelijk № 513 «onderlinge duels» | David Villa 23' José Antonio Reyes 72' Juan Gutiérrez 85' |       | 13' Abdulkader Keita 46' Bonaventure Kalou | Nuevo José Zorrilla, Valladolid Toeschouwers: 22.249 Scheidsrechter: Pasquale Rodomonti (ITA) |

|                                                             |                         |       |                |                                                                                |
| 27 mei Vriendschappelijk № 656 «onderlinge duels» 17:30 uur | Zwitserland             | 1 – 1 | Ivoorkust      | St. Jakob-Park, Basel Toeschouwers: 22.000 Scheidsrechter: Mikko Vuorela (FIN) |
| 27 mei Vriendschappelijk № 656 «onderlinge duels» 17:30 uur | Tranquillo Barnetta 32' |       | 47' Emerse Faé | St. Jakob-Park, Basel Toeschouwers: 22.000 Scheidsrechter: Mikko Vuorela (FIN) |

|                                                             |                           |       |                          |                                                                                        |
| 30 mei Vriendschappelijk № 593 «onderlinge duels» 19:00 uur | Chili                     | 1 – 1 | Ivoorkust                | Stade Jean-Bouloumie, Vittel Toeschouwers: 4.000 Scheidsrechter: Olivier Lamarre (FRA) |
| 30 mei Vriendschappelijk № 593 «onderlinge duels» 19:00 uur | Humberto Suazo 77' (pen.) |       | 71' (pen.) Aruna Dindane | Stade Jean-Bouloumie, Vittel Toeschouwers: 4.000 Scheidsrechter: Olivier Lamarre (FRA) |

|                                                             |                                                     |       |          |                                                                                         |
| 4 juni Vriendschappelijk № 121 «onderlinge duels» 16:30 uur | Ivoorkust                                           | 3 – 0 | Slovenië | Stade Robert Bobin, Bondoufle Toeschouwers: 8.000 Scheidsrechter: Gerald Gregoire (FRA) |
| 4 juni Vriendschappelijk № 121 «onderlinge duels» 16:30 uur | Didier Drogba 35' Didier Drogba 36' Kanga Akale 70' |       |          | Stade Robert Bobin, Bondoufle Toeschouwers: 8.000 Scheidsrechter: Gerald Gregoire (FRA) |

| WK voetbal 2006 |
| --------------- |

|                                                             |                                      |       |                   |                                                                                  |
| 10 juni WK-eindronde Groep C № «onderlinge duels» 21:00 uur | Argentinië                           | 2 – 1 | Ivoorkust         | AOL Arena, Hamburg Toeschouwers: 50.000 Scheidsrechter: Frank De Bleeckere (BEL) |
| 10 juni WK-eindronde Groep C № «onderlinge duels» 21:00 uur | Hernán Crespo 24' Javier Saviola 38' |       | 82' Didier Drogba | AOL Arena, Hamburg Toeschouwers: 50.000 Scheidsrechter: Frank De Bleeckere (BEL) |

|                                                             |                                              |       |                 |                                                                                           |
| 16 juni WK-eindronde Groep C № «onderlinge duels» 18:00 uur | Nederland                                    | 2 – 1 | Ivoorkust       | Gottlieb-Daimler-Stadion, Stuttgart Toeschouwers: 52.000 Scheidsrechter: Óscar Ruiz (COL) |
| 16 juni WK-eindronde Groep C № «onderlinge duels» 18:00 uur | Robin van Persie 23' Ruud van Nistelrooy 27' |       | 38' Bakari Koné | Gottlieb-Daimler-Stadion, Stuttgart Toeschouwers: 52.000 Scheidsrechter: Óscar Ruiz (COL) |

|                                                             |                                                                             |       |                                |                                                                                   |
| 21 juni WK-eindronde Groep C № «onderlinge duels» 21:00 uur | Ivoorkust                                                                   | 3 – 2 | Servië en Montenegro           | Allianz Arena, München Toeschouwers: 66.000 Scheidsrechter: Marco Rodríguez (MEX) |
| 21 juni WK-eindronde Groep C № «onderlinge duels» 21:00 uur | Aruna Dindane 36' (pen.) Bonaventure Kalou 67' Bonaventure Kalou 86' (pen.) |       | 10' Nikola Žigić 20' Saša Ilić | Allianz Arena, München Toeschouwers: 66.000 Scheidsrechter: Marco Rodríguez (MEX) |

|  |  |  |  |  |  |  |  |  |

|                                                              |           |                   |         |                                                                                            |
| 16 augustus Vriendschappelijk № «onderlinge duels» 20:00 uur | Ivoorkust | 0 – 1             | Senegal | Stade de la Vallée du Cher, Tours Toeschouwers: 4.000 Scheidsrechter: Olivier Husset (FRA) |
| 16 augustus Vriendschappelijk № «onderlinge duels» 20:00 uur |           | 64' Mamadou Niang |         | Stade de la Vallée du Cher, Tours Toeschouwers: 4.000 Scheidsrechter: Olivier Husset (FRA) |

|                                                |                                                                                  |       |       | |
| 7 oktober AC-kwalificatie № «onderlinge duels» | Ivoorkust                                                                        | 5 – 0 | Gabon | Stade Félix Houphouët-Boigny, Abidjan Toeschouwers: 33.000 Scheidsrechter: Bisingu Buenkadila (DRC) |
| 7 oktober AC-kwalificatie № «onderlinge duels» | Kolo Touré 11' Arouna Koné 23' Aruna Dindane 32' Arouna Koné 56' Arouna Koné 68' |       |       | Stade Félix Houphouët-Boigny, Abidjan Toeschouwers: 33.000 Scheidsrechter: Bisingu Buenkadila (DRC) |

|                                                              |                   |       |        |                                                                                               |
| 15 november Vriendschappelijk № «onderlinge duels» 18:00 uur | Ivoorkust         | 1 – 0 | Zweden | Stade Omnisports Léon Bollée, Le Mans Toeschouwers: 3.871 Scheidsrechter: Fredy Fautrel (FRA) |
| 15 november Vriendschappelijk № «onderlinge duels» 18:00 uur | Didier Drogba 37' |       |        | Stade Omnisports Léon Bollée, Le Mans Toeschouwers: 3.871 Scheidsrechter: Fredy Fautrel (FRA) |

### 2007
|                                                             |                   |       |        |                                                                                      |
| 6 februari Vriendschappelijk № «onderlinge duels» 20:00 uur | Ivoorkust         | 1 – 0 | Guinee | Stade Robert Diochon, Rouen Toeschouwers: 28.500 Scheidsrechter: Jean Cailleux (FRA) |
| 6 februari Vriendschappelijk № «onderlinge duels» 20:00 uur | Didier Drogba 77' |       |        | Stade Robert Diochon, Rouen Toeschouwers: 28.500 Scheidsrechter: Jean Cailleux (FRA) |

|                                                           |           |                                                       |           | |
| 21 maart Vriendschappelijk № «onderlinge duels» 20:30 uur | Mauritius | 0 – 3                                                 | Ivoorkust | Belle Vue Harel Stadium, Belle Vue Harel Toeschouwers: 13.000 Scheidsrechter: Seechurn Rajindraparsad (MRI) |
| 21 maart Vriendschappelijk № «onderlinge duels» 20:30 uur |           | 59' Salomon Kalou 75' Steve Gohouri 90' Steve Gohouri |           | Belle Vue Harel Stadium, Belle Vue Harel Toeschouwers: 13.000 Scheidsrechter: Seechurn Rajindraparsad (MRI) |

|                                                         |            |                                                     |           |                                                                                  |
| 25 maart AC-kwalificatie № «onderlinge duels» 14:30 uur | Madagaskar | 0 – 3                                               | Ivoorkust | Mahamasina Stadion, Antananarivo Toeschouwers: onbekend Scheidsrechter: onbekend |
| 25 maart AC-kwalificatie № «onderlinge duels» 14:30 uur |            | 29' Steve Gohouri 35' Aruna Dindane 82' Amara Diané |           | Mahamasina Stadion, Antananarivo Toeschouwers: onbekend Scheidsrechter: onbekend |

|                                                       |                                                                                    |       |            |                                                                      |
| 3 juni AC-kwalificatie № «onderlinge duels» 17:30 uur | Ivoorkust                                                                          | 5 – 0 | Madagaskar | Stade Bouaké, Bouaké Toeschouwers: onbekend Scheidsrechter: onbekend |
| 3 juni AC-kwalificatie № «onderlinge duels» 17:30 uur | Salomon Kalou 18' Arouna Koné 30' Yaya Touré 48' Arouna Koné 82' Didier Drogba 90' |       |            | Stade Bouaké, Bouaké Toeschouwers: onbekend Scheidsrechter: onbekend |

|                                                              |           |       |        |                                                                                       |
| 22 augustus Vriendschappelijk № «onderlinge duels» 20:00 uur | Ivoorkust | 0 – 0 | Egypte | Stade Félix Houphouët-Boigny, Abidjan Toeschouwers: onbekend Scheidsrechter: onbekend |
| 22 augustus Vriendschappelijk № «onderlinge duels» 20:00 uur |           |       |        | Stade Félix Houphouët-Boigny, Abidjan Toeschouwers: onbekend Scheidsrechter: onbekend |

|                                                  |       |       |           |  |
| 8 september AC-kwalificatie № «onderlinge duels» | Gabon | 0 – 0 | Ivoorkust |  |
| 8 september AC-kwalificatie № «onderlinge duels» |       |       |           |  |

|                                                             |                                                                             |       |                                            |                                                                                |
| 17 oktober Vriendschappelijk № «onderlinge duels» 20:30 uur | Oostenrijk                                                                  | 3 – 2 | Ivoorkust                                  | Tivoli Neu, Innsbruck Toeschouwers: 28.500 Scheidsrechter: Björn Kuipers (NED) |
| 17 oktober Vriendschappelijk № «onderlinge duels» 20:30 uur | Sanel Kuljić 30' (pen.) Andreas Ivanschitz 64' (pen.) Joachim Standfest 74' |       | 53' Didier Drogba 90' (pen.) Didier Drogba | Tivoli Neu, Innsbruck Toeschouwers: 28.500 Scheidsrechter: Björn Kuipers (NED) |

|                                                              |        |       |           |  |
| 17 november Vriendschappelijk № «onderlinge duels» 18:00 uur | Angola | 2 – 1 | Ivoorkust |  |
| 17 november Vriendschappelijk № «onderlinge duels» 18:00 uur |        |       |           |  |

|                                                              |       |       |           |  |
| 21 november Vriendschappelijk № «onderlinge duels» 17:30 uur | Qatar | 1 – 6 | Ivoorkust |  |
| 21 november Vriendschappelijk № «onderlinge duels» 17:30 uur |       |       |           |  |

### 2008
|                                                   |         |                                     |           |                                                                                       |
| 12 januari Vriendschappelijk № «onderlinge duels» | Koeweit | 0 – 2                               | Ivoorkust | Kuwait Sports Club Stadium, Koeweit-Stad Toeschouwers: 2.000 Scheidsrechter: onbekend |
| 12 januari Vriendschappelijk № «onderlinge duels» |         | 36' Salomon Kalou 43' Didier Drogba |           | Kuwait Sports Club Stadium, Koeweit-Stad Toeschouwers: 2.000 Scheidsrechter: onbekend |

| Afrika Cup |
| ---------- |

|                                                   |         |                   |           |                                                                                              |
| 22 januari Groep B № «onderlinge duels» 17:00 uur | Nigeria | 0 – 1             | Ivoorkust | Sekondi Stadium, Sekondi-Takoradi Toeschouwers: 16.000 Scheidsrechter: Mohamed Benouza (ALG) |
| 22 januari Groep B № «onderlinge duels» 17:00 uur |         | 66' Salomon Kalou |           | Sekondi Stadium, Sekondi-Takoradi Toeschouwers: 16.000 Scheidsrechter: Mohamed Benouza (ALG) |

|                                                   |                                                                         |       |                      |                                                                                             |
| 25 januari Groep B № «onderlinge duels» 17:00 uur | Ivoorkust                                                               | 4 – 1 | Benin                | Sekondi Stadium, Sekondi-Takoradi Toeschouwers: 13.000 Scheidsrechter: Kenias Marange (ZIM) |
| 25 januari Groep B № «onderlinge duels» 17:00 uur | Didier Drogba 40' Yaya Touré 44' Abdulkader Keïta 53' Aruna Dindane 63' |       | 90' Razak Omotoyossi | Sekondi Stadium, Sekondi-Takoradi Toeschouwers: 13.000 Scheidsrechter: Kenias Marange (ZIM) |

|                                                   |                                                    |       |      |                                                                                   |
| 29 januari Groep B № «onderlinge duels» 17:00 uur | Ivoorkust                                          | 3 – 0 | Mali | Ohene Djan Stadium, Accra Toeschouwers: 20.000 Scheidsrechter: Eddy Maillet (SEY) |
| 29 januari Groep B № «onderlinge duels» 17:00 uur | Didier Drogba 9' Marc Zoro 54' Boubacar Sanogo 86' |       |      | Ohene Djan Stadium, Accra Toeschouwers: 20.000 Scheidsrechter: Eddy Maillet (SEY) |

|                                                       |                                                                                            |       |      |                                                                                     |
| 3 februari Kwartfinale № «onderlinge duels» 20:30 uur | Ivoorkust                                                                                  | 5 – 0 | Mali | Sekondi Stadium, Sekondi Toeschouwers: 20.000 Scheidsrechter: Djamel Haimoudi (ALG) |
| 3 februari Kwartfinale № «onderlinge duels» 20:30 uur | Abdulkader Keïta 25' Didier Drogba 70' Salomon Kalou 72' Salomon Kalou 81' Bakari Koné 85' |       |      | Sekondi Stadium, Sekondi Toeschouwers: 20.000 Scheidsrechter: Djamel Haimoudi (ALG) |

|                                                        |                      |       |                                                                   |                                                                                   |
| 7 februari Halve finale № «onderlinge duels» 20:30 uur | Ivoorkust            | 1 – 4 | Egypte                                                            | Baba Yara Stadium, Kumasi Toeschouwers: 45.000 Scheidsrechter: Eddy Maillet (SEY) |
| 7 februari Halve finale № «onderlinge duels» 20:30 uur | Abdulkader Keïta 63' |       | 12' Ahmed Fathy 61' Amr Zaki 67' Amr Zaki 90+1' Mohamed Aboutrika | Baba Yara Stadium, Kumasi Toeschouwers: 45.000 Scheidsrechter: Eddy Maillet (SEY) |

|                                                        |                                                                                |       |                                         |                                                                                   |
| 9 februari Troostfinale № «onderlinge duels» 17:00 uur | Ghana                                                                          | 4 – 2 | Ivoorkust                               | Baba Yara Stadium, Kumasi Toeschouwers: 45.000 Scheidsrechter: Jerome Damon (RSA) |
| 9 februari Troostfinale № «onderlinge duels» 17:00 uur | Sulley Muntari 10' Quincy Owusu-Abeyie 70' Junior Agogo 80' Haminu Dramani 84' |       | 24' Boubacar Sanogo 32' Boubacar Sanogo | Baba Yara Stadium, Kumasi Toeschouwers: 45.000 Scheidsrechter: Jerome Damon (RSA) |

|  |  |  |  |  |  |  |  |  |

|                                                 |          |       |           |                                                                                              |
| 26 maart Vriendschappelijk № «onderlinge duels» | Tunesië  | 2 – 0 | Ivoorkust | Stade Yves du Manoir, Evry-Bondouflé Toeschouwers: 2.300 Scheidsrechter: Benoît Millot (FRA) |
| 26 maart Vriendschappelijk № «onderlinge duels» | onbekend |       |           | Stade Yves du Manoir, Evry-Bondouflé Toeschouwers: 2.300 Scheidsrechter: Benoît Millot (FRA) |

|                                       |                     |       |                   |                                                                                          |
| 22 mei Kirin Cup № «onderlinge duels» | Paraguay            | 1 – 1 | Ivoorkust         | Mitsuzawa Stadion, Yokohama Toeschouwers: 5.197 Scheidsrechter: Kazuhiko Matsumura (JPN) |
| 22 mei Kirin Cup № «onderlinge duels» | Cristian Bogado 78' |       | 73' Kandia Traoré | Mitsuzawa Stadion, Yokohama Toeschouwers: 5.197 Scheidsrechter: Kazuhiko Matsumura (JPN) |

|                                       |                  |       |           |                                                                                |
| 24 mei Kirin Cup № «onderlinge duels» | Japan            | 1 – 0 | Ivoorkust | Toyota Stadion, Toyota Toeschouwers: 40.710 Scheidsrechter: Bruno Duarte (POR) |
| 24 mei Kirin Cup № «onderlinge duels» | Keiji Tamada 21' |       |           | Toyota Stadion, Toyota Toeschouwers: 40.710 Scheidsrechter: Bruno Duarte (POR) |

|                                                               |                 |       |            |                                                                                             |
| 1 juni WK-kwalificatie Groep 7 № «onderlinge duels» 18:00 uur | Ivoorkust       | 1 – 0 | Mozambique | Stade Félix Houphouët-Boigny, Abidjan Toeschouwers: 10.000 Scheidsrechter: Ahmed Auda (EGY) |
| 1 juni WK-kwalificatie Groep 7 № «onderlinge duels» 18:00 uur | Sekou Cissé 74' |       |            | Stade Félix Houphouët-Boigny, Abidjan Toeschouwers: 10.000 Scheidsrechter: Ahmed Auda (EGY) |

|                                                               |            |       |           |  |
| 8 juni WK-kwalificatie Groep 7 № «onderlinge duels» 15:30 uur | Mozambique | 0 – 0 | Ivoorkust |  |
| 8 juni WK-kwalificatie Groep 7 № «onderlinge duels» 15:30 uur |            |       |           |  |

|                                                                |          |       |           |  |
| 14 juni WK-kwalificatie Groep 7 № «onderlinge duels» 15:00 uur | Botswana | 1 – 1 | Ivoorkust |  |
| 14 juni WK-kwalificatie Groep 7 № «onderlinge duels» 15:00 uur |          |       |           |  |

|                                                                |                                                                       |       |          |                                                                                                   |
| 22 juni WK-kwalificatie Groep 7 № «onderlinge duels» 18:00 uur | Ivoorkust                                                             | 4 – 0 | Botswana | Stade Félix Houphouët-Boigny, Abidjan Toeschouwers: 15.000 Scheidsrechter: Kacem Ben Naceur (TUN) |
| 22 juni WK-kwalificatie Groep 7 № «onderlinge duels» 18:00 uur | Boubacar Sanogo 16' Didier Zokora 21' Sekou Cissé 46' Sekou Cissé 70' |       |          | Stade Félix Houphouët-Boigny, Abidjan Toeschouwers: 15.000 Scheidsrechter: Kacem Ben Naceur (TUN) |

|                                                    |        |       |           |  |
| 20 augustus Vriendschappelijk № «onderlinge duels» | Guinee | 1 – 2 | Ivoorkust |  |
| 20 augustus Vriendschappelijk № «onderlinge duels» |        |       |           |  |

|                                                                    |            |       |           |  |
| 7 september WK-kwalificatie Groep 7 № «onderlinge duels» 16:00 uur | Mozambique | 1 – 1 | Ivoorkust |  |
| 7 september WK-kwalificatie Groep 7 № «onderlinge duels» 16:00 uur |            |       |           |  |

|                                                                   |                                                           |       |            |                                                                                                  |
| 11 oktober WK-kwalificatie Groep 7 № «onderlinge duels» 16:30 uur | Ivoorkust                                                 | 3 – 0 | Madagaskar | Stade Félix Houphouët-Boigny, Abidjan Toeschouwers: 24.000 Scheidsrechter: Mohamed Benouza (ALG) |
| 11 oktober WK-kwalificatie Groep 7 № «onderlinge duels» 16:30 uur | Boubacar Sanogo 41' Boubacar Sanogo 55' Salomon Kalou 65' |       |            | Stade Félix Houphouët-Boigny, Abidjan Toeschouwers: 24.000 Scheidsrechter: Mohamed Benouza (ALG) |

|                                                              |                                  |       |                                          |                                                                                          |
| 19 november Vriendschappelijk № «onderlinge duels» 19:00 uur | Israël                           | 2 – 2 | Ivoorkust                                | Ramat Gan Stadion, Ramat Gan Toeschouwers: 27.167 Scheidsrechter: Matteo Trefoloni (ITA) |
| 19 november Vriendschappelijk № «onderlinge duels» 19:00 uur | Elyaniv Barda 18' Omer Golan 24' |       | 32' (e.d.) Avi Strul 85' Boubacar Sanogo | Ramat Gan Stadion, Ramat Gan Toeschouwers: 27.167 Scheidsrechter: Matteo Trefoloni (ITA) |

### 2009
|                                                    |                 |       |                     |                                                                                          |
| 11 februari Vriendschappelijk № «onderlinge duels» | Turkije         | 1 – 1 | Ivoorkust           | İzmir Atatürk Stadyumu, Izmir Toeschouwers: 58.000 Scheidsrechter: Sorin Corpodean (ROM) |
| 11 februari Vriendschappelijk № «onderlinge duels» | Gökhan Ünal 11' |       | 90+2' Didier Drogba | İzmir Atatürk Stadyumu, Izmir Toeschouwers: 58.000 Scheidsrechter: Sorin Corpodean (ROM) |

|                                                                 | |       |        |                                                                                                 |
| 29 maart WK-kwalificatie Groep E № «onderlinge duels» 19:00 uur | Ivoorkust                                                                                              | 5 – 0 | Malawi | Stade Félix Houphouët-Boigny, Abidjan Toeschouwers: 34.000 Scheidsrechter: Jamel Haimoudi (ALG) |
| 29 maart WK-kwalificatie Groep E № «onderlinge duels» 19:00 uur | Christian N'Dri Romaric 1' Didier Drogba 6' (pen.) Didier Drogba 27' Salomon Kalou 59' Bakari Koné 70' |       |        | Stade Félix Houphouët-Boigny, Abidjan Toeschouwers: 34.000 Scheidsrechter: Jamel Haimoudi (ALG) |

|                                                               |                       |       |                                             |                                                                                              |
| 7 juni WK-kwalificatie Groep E № «onderlinge duels» 19:00 uur | Guinee                | 1 – 2 | Ivoorkust                                   | Stade du 28 Septembre, Conakry Toeschouwers: 14.000 Scheidsrechter: Essam Abd El Fatah (EGY) |
| 7 juni WK-kwalificatie Groep E № «onderlinge duels» 19:00 uur | Sambegou Bangoura 65' |       | 43' Bakari Koné 70' Christian N'Dri Romaric | Stade du 28 Septembre, Conakry Toeschouwers: 14.000 Scheidsrechter: Essam Abd El Fatah (EGY) |

|                                                |           |       |          |  |
| 13 juni Vriendschappelijk № «onderlinge duels» | Ivoorkust | 2 – 1 | Kameroen |  |
| 13 juni Vriendschappelijk № «onderlinge duels» |           |       |          |  |

|                                                                |                                          |       |                                                          |                                                                                      |
| 20 juni WK-kwalificatie Groep E № «onderlinge duels» 20:00 uur | Burkina Faso                             | 2 – 3 | Ivoorkust                                                | Stade du 4 Août, Ouagadougou Toeschouwers: 33.056 Scheidsrechter: Jerome Damon (RSA) |
| 20 juni WK-kwalificatie Groep E № «onderlinge duels» 20:00 uur | Jonathan Pitroipa 27' Aristide Bance 78' |       | 14' Yaya Touré 54' (e.d.) Mamadou Tall 70' Didier Drogba | Stade du 4 Août, Ouagadougou Toeschouwers: 33.056 Scheidsrechter: Jerome Damon (RSA) |

|                                                    |         |       |           |                                                                                |
| 12 augustus Vriendschappelijk № «onderlinge duels» | Tunesië | 0 – 0 | Ivoorkust | Stade Olympique, Sousse Toeschouwers: 15.000 Scheidsrechter: Walid Saleh (LBA) |
| 12 augustus Vriendschappelijk № «onderlinge duels» |         |       |           | Stade Olympique, Sousse Toeschouwers: 15.000 Scheidsrechter: Walid Saleh (LBA) |

|                                                                    | |       |              |                                                                                               |
| 5 september WK-kwalificatie Groep E № «onderlinge duels» 19:00 uur | Ivoorkust                                                                                              | 5 – 0 | Burkina Faso | Stade Félix Houphouët-Boigny, Abidjan Toeschouwers: 78.209 Scheidsrechter: Eddy Maillet (SEY) |
| 5 september WK-kwalificatie Groep E № «onderlinge duels» 19:00 uur | Saidou Panadetiguiri 9' (e.d.) Didier Drogba 48' Yaya Touré 54' Didier Drogba 64' Abdulkader Keita 68' |       |              | Stade Félix Houphouët-Boigny, Abidjan Toeschouwers: 78.209 Scheidsrechter: Eddy Maillet (SEY) |

|                                                                   |                  |       |                   |                                                                                        |
| 10 oktober WK-kwalificatie Groep E № «onderlinge duels» 15:30 uur | Malawi           | 1 – 1 | Ivoorkust         | Kamuzu Stadium, Blantyre Toeschouwers: 25.000 Scheidsrechter: Abdellah El-Achiri (MAR) |
| 10 oktober WK-kwalificatie Groep E № «onderlinge duels» 15:30 uur | Jacob Ngwira 64' |       | 67' Didier Drogba | Kamuzu Stadium, Blantyre Toeschouwers: 25.000 Scheidsrechter: Abdellah El-Achiri (MAR) |

|                                                                    |                                           |       |        |                                                                                                 |
| 14 november WK-kwalificatie Groep E № «onderlinge duels» 17:00 uur | Ivoorkust                                 | 3 – 0 | Guinee | Stade Félix Houphouët-Boigny, Abidjan Toeschouwers: 28.000 Scheidsrechter: Kenais Marange (ZIM) |
| 14 november WK-kwalificatie Groep E № «onderlinge duels» 17:00 uur | Gervinho 16' Gervinho 31' Siaka Tiéné 67' |       |        | Stade Félix Houphouët-Boigny, Abidjan Toeschouwers: 28.000 Scheidsrechter: Kenais Marange (ZIM) |

|                                                              |                                              |       |                                       |                                                                                       |
| 18 november Vriendschappelijk № «onderlinge duels» 20:45 uur | Duitsland                                    | 2 – 2 | Ivoorkust                             | Veltins Arena, Gelsenkirchen Toeschouwers: 33.015 Scheidsrechter: Björn Kuipers (NED) |
| 18 november Vriendschappelijk № «onderlinge duels» 20:45 uur | Lukas Podolski 11' (pen.) Lukas Podolski 90' |       | 57' Emmanuel Eboué 85' Seydou Doumbia | Veltins Arena, Gelsenkirchen Toeschouwers: 33.015 Scheidsrechter: Björn Kuipers (NED) |

FIF · A-internationals · Selecties · Bondscoaches · Statistieken · Ivoriaans vrouwenelftal · Ivoorkust U21 · Ivoorkust U20 · Ivoorkust U19 · Ivoorkust U18 · Ivoorkust U17
1960 – 1969 ·
1970 – 1979 ·
1980 – 1989 ·
1990 – 1999 ·
2000 – 2009 ·
2010 – 2019 ·
2020 − 2029
WK 2006 · 
WK 2010 · 
WK 2014
OS 2008 · 
OS 2020
1960 ·
1961 ·
1962 ·
1963 ·
1964 · 
1965 ·
1966 · 
1967 ·
1968 ·
1969 ·
1970 ·
1971 ·
1972 ·
1973 ·
1974 ·
1975 ·
1976 ·
1977 ·
1978 · 
1979 ·
1980 ·
1981 · 
1982 ·
1983 ·
1984 ·
1985 ·
1986 ·
1987 ·
1988 ·
1989 ·
1990 ·
1991 ·
1992 · 
1993 · 
1994 · 
1995 · 
1996 · 
1997 · 
1998 · 
1999 · 
2000 · 
2001 · 
2002 · 
2003 · 
2004 · 
2005 · 
2006 · 
2007 · 
2008 · 
2009 · 
2010 · 
2011 · 
2012 · 
2013 ·
2014 ·
2015 ·
2016 ·
2017 ·
2018 ·
2019 ·
2020 ·
2021 ·
2022 ·
2023 ·
2024
Algerije ·
Angola ·
Argentinië ·
België ·
Benin ·
Bosnië en Herzegovina ·
Botswana ·
Brazilië ·
Burkina Faso ·
Burundi ·
Centraal-Afrikaanse Republiek ·
Chili ·
Colombia ·
Comoren ·
Congo-Brazzaville ·
Congo-Kinshasa ·
Duitsland ·
Egypte ·
El Salvador ·
Engeland ·
Equatoriaal-Guinea ·
Ethiopië ·
Frankrijk ·
Gabon ·
Gambia ·
Ghana ·
Griekenland ·
Guinee ·
Guinee-Bissau ·
Hongarije ·
Israël ·
Italië ·
Japan ·
Jordanië ·
Kameroen ·
Kenia ·
Koeweit ·
Lesotho ·
Liberia ·
Libië ·
Madagaskar ·
Malawi ·
Mali ·
Marokko ·
Mauritanië ·
Mauritius ·
Mexico ·
Moldavië ·
Mozambique ·
Namibië ·
Nederland ·
Niger ·
Nigeria ·
Noord-Korea ·
Oeganda ·
Oostenrijk ·
Paraguay ·
Polen ·
Portugal ·
Qatar ·
Roemenië ·
Rusland ·
Rwanda ·
Senegal ·
Servië en Montenegro ·
Seychellen ·
Sierra Leone ·
Slovenië ·
Soedan ·
Spanje ·
Tanzania ·
Togo ·
Tsjaad ·
Tunesië ·
Turkije ·
Uruguay ·
Verenigde Staten ·
Zambia ·
Zimbabwe ·
Zuid-Afrika ·
Zuid-Korea ·
Zweden ·
Zwitserland
Argentinië (2006) · 
Colombia (2014) ·
Ghana (2015) ·
Griekenland (2014) · 
Japan (2014) ·  
Nederland (2006) · 
Noord-Korea (2010) · 
Servië en Montenegro (2006) ·
Zambia (2012)
AFC-zone: Afghanistan · Australië · Bahrein · Bangladesh · Bhutan · Brunei · Cambodja · China · Filipijnen · Guam · Hongkong · India · Indonesië · Iran · Irak · Japan · Jemen · Jordanië · Koeweit · Kirgizië · Laos · Libanon · Macau · Maleisië · Maldiven · Mongolië · Myanmar · Nepal · Noord-Korea · Oezbekistan · Oman · Oost-Timor · Pakistan · Palestina · Qatar · Saoedi-Arabië · Singapore · Sri Lanka · Syrië · Tadzjikistan · Taiwan · Thailand · Turkmenistan · Verenigde Arabische Emiraten · Vietnam · Zuid-Korea

CAF-zone: Algerije · Angola · Benin · Botswana · Burkina Faso · Burundi · Centraal-Afrikaanse Republiek · Comoren · Congo-Brazzaville · Congo-Kinshasa · Djibouti · Egypte · Equatoriaal-Guinea · Eritrea · Ethiopië · Gabon · Gambia · Ghana · Guinee · Guinee-Bissau · Ivoorkust · Kaapverdië · Kameroen · Kenia · Lesotho · Liberia · Libië · Madagaskar · Malawi · Mali  ·Mauritanië · Mauritius · Marokko · Mozambique · Namibië · Niger · Nigeria · Oeganda · Rwanda · Sao Tomé en Principe · Senegal · Seychellen · Sierra Leone · Soedan · Somalië · Swaziland · Tanzania · Togo · Tsjaad · Tunesië · Zambia · Zimbabwe · Zuid-Afrika

CONCACAF-zone: Amerikaanse Maagdeneilanden · Anguilla · Antigua en Barbuda · Aruba · Bahama's · Barbados · Belize · Bermuda · Britse Maagdeneilanden · Canada · Kaaimaneilanden · Costa Rica · Cuba · Dominica · Dominicaanse Republiek · El Salvador · Frans Guyana · Grenada · Guadeloupe · Guatemala · Guyana · Haïti · Honduras · Jamaica · Martinique · Mexico · Montserrat · 
Nicaragua · Panama · Puerto Rico · Saint Kitts en Nevis · Saint Lucia · Saint Vincent en de Grenadines · Sint Maarten · Suriname · Trinidad en Tobago · Turks- en Caicoseilanden · Verenigde Staten

CONMEBOL-zone: Argentinië · Bolivia · Brazilië · Chili · Colombia · Ecuador · Paraguay · Peru · Uruguay · Venezuela

OFC-zone: Amerikaans-Samoa · Cookeilanden · Fiji · Nieuw-Caledonië · Nieuw-Zeeland · Papoea-Nieuw-Guinea · Samoa · Salomoneilanden · Tahiti · Tonga · Vanuatu

UEFA-zone: Albanië · Andorra · Armenië · Azerbeidzjan · België · Bosnië en Herzegovina · Bulgarije · Cyprus · Denemarken · Duitsland · Engeland · Estland · Faeröer · Finland · Frankrijk · Georgië · Griekenland · Hongarije · IJsland · Ierland · Israël · Italië · Kazachstan · Kroatië · Letland · Liechtenstein · Litouwen · Luxemburg · Macedonië · Malta · Moldavië · Montenegro · Nederland · Noord-Ierland · Noorwegen · Oekraïne · Oostenrijk · Polen · Portugal · Roemenië · Rusland · San Marino · Schotland · Servië · Servië en Montenegro · Slovenië · Slowakije · Spanje · Tsjechië · Turkije · Wales · Wit-Rusland · Zweden · Zwitserland